# William Dawes
William Dawes (Boston, 6 aprile 1745 – Marlborough, 25 febbraio 1799) è stato un militare statunitense.
Insieme a Paul Revere avvertì la milizia coloniale dell'arrivo degli inglesi prima della Battaglia di Lexington.
William Dawes fu mandato da Joseph Warren la notte del 18 aprile 1775 insieme a Paul Revere ad avvertire Samuel Adams e John Hancock dell'arrivo di una colonna inglese inviata per arrestarli.
Mentre Paul Revere prese la strada che costeggiava il fiume Charles, Dawes passò per il Boston Neck, entrambi raggiunsero la casa di Hancock e Adams anche se Revere arrivo poco prima per via del percorso più breve e del cavallo più veloce.
Sulla via del ritorno si aggiunse a loro Samuel Prescott, nonostante vennero fermati da dei soldati inglesi riuscirono a fuggire.
Il 9 settembre 1776 fu nominato secondo Maggiore della milizia di Boston.
Morì il 25 febbraio 1794 a Marlborough.